# Kalathaki Limnou

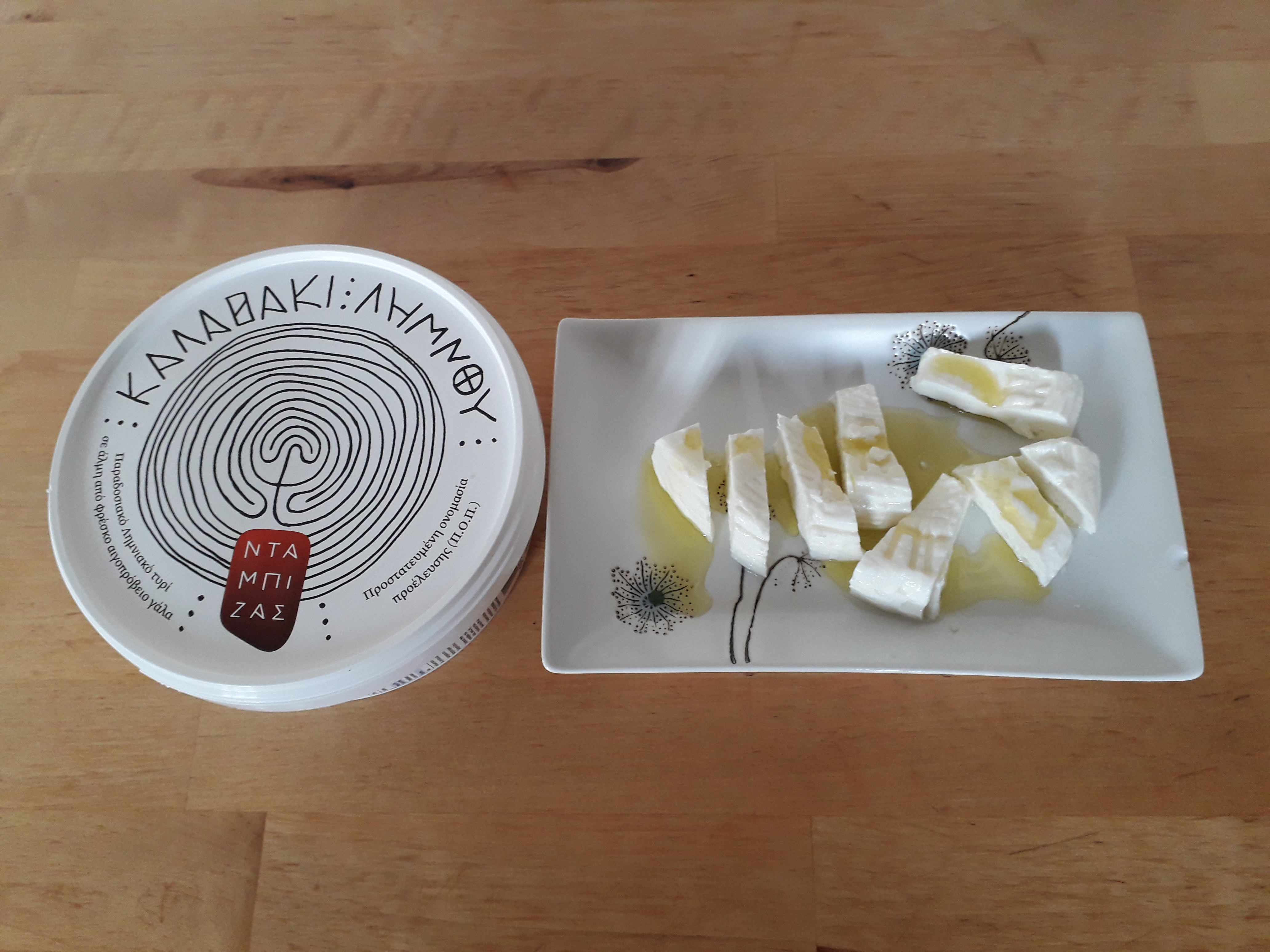
Kalathaki Limnou, serviert mit Olivenöl

Kalathaki Limnou (griechisch Καλαθάκι Λήμνου) ist ein griechischer Salzlakenkäse von der Insel Limnos mit geschützter Herkunftsbezeichnung und seit 1996 mit geschützter Ursprungsbezeichnung. Den Käse zeichnet ein aromatischer und leicht säuerlicher Geschmack aus.

## Herstellung
Kalathaki Limnou wird aus Schafsmilch oder in minderwertigerer Qualität in Kombination mit Ziegenmilch hergestellt, wobei der Ziegenmilchanteil 30 % des Gesamtgewichts nicht überschreiten darf. Die kleinen, weißen, rindenlosen Köpfe tragen Strukturen von Körbchen. Früher fanden spezielle Strohkörbchen (Καλαθάκι ‚Körbchen‘) Verwendung, heute sind Kunststoffkörbchen gebräuchlich. Der kompakte Teig ist mit feinen Rissen und kleinen Löchern durchsetzt. Bei einem Wassergehalt von 56 % liegt der Fettgehalt bei mindestens 43 %.
Fünfundvierzig bis sechzig Minuten nach der Zugabe von Lab wird die 33–34 °C warme Milch nicht mehr bewegt. Zum Abtropfen wird der Käsebruch in die typischen Körbchen gefüllt. Nach dem Abtropfen wird der Käse den Körbchen entnommen, gesalzen, in Metallbehälter gesetzt und mit Salzlake bedeckt. Der Käse reift zuerst für etwa drei Wochen bei 14–18 °C in Reifekabinen und anschließend weitere zwei Monate in Kühlkammern bei 6 °C.
Obwohl der Kalathaki Limnou eine geschützte Herkunftsbezeichnung trägt, wird Käse mit der gleichen Bezeichnung auch außerhalb von Limnos produziert und findet sich im Angebot der großen Supermarktketten.